# Hélène Laffly
Hélène Laffly est une comédienne, artiste peintre, dessinatrice et graveuse (aquatinte, pointe sèche, eau-forte, carborundum) française née Hélène Laffely à Paris le 7 novembre 1925 (sœur jumelle de la comédienne Simone Landry), morte à Paris le 9 avril 2014.

## Biographie
Les registres de la mairie du 15e arrondissement de Paris établissent la naissance d'Hélène et Simone Laffely en 1925, contredisant la date de 1936 fréquemment proposée.
L'une et l'autre comédiennes sous les pseudonymes respectifs de Laffly et Landry, élèves de Gregori Chmara, on voit la première à la télévision dans deux épisodes de la série Les Cinq Dernières Minutes (L'£Avoine et l'Oseille en 1961, Fenêtre sur jardin en 1964), dans les téléfilms d'Albert Riéra Rien que la vérité (1960) et Faux Jour (1965),, au théâtre dans Knock ou le Triomphe de la médecine de Jules Romains (mise en scène d'Henri Rollan, théâtre Hébertot, 1960) et dans le Spectacle Strindberg d'August Strindberg (Premier avertissement et Amour maternel, deux pièces en un acte mises en scène par Gregori Chmara, Studio des Champs-Élysées, 1970), au cinéma dans les films La Princesse de Clèves de Jean Delannoy (1961), Des pissenlits par la racine de Georges Lautner (1964). 
Installée au 25, rue Victor-Massé dans le 9e arrondissement de Paris, elle pratique le dessin, le pastel et la peinture à partir du milieu de la décennie 1960 puis, à partir de 1971, fréquente assidûment l'atelier de Henri Goetz alors situé au 174 rue de Grenelle (elle rencontrera plus tard Claude Raimbourg et Anne-Marie Leclaire qui seront les taille-douciers de Goetz et qui demeureront ses amis) et y acquiert une maîtrise de la gravure au carborundum qui sera reconnue internationalement,.

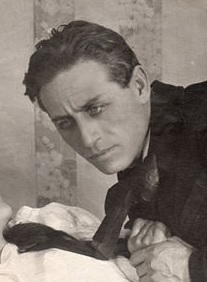
Gregori Chmara
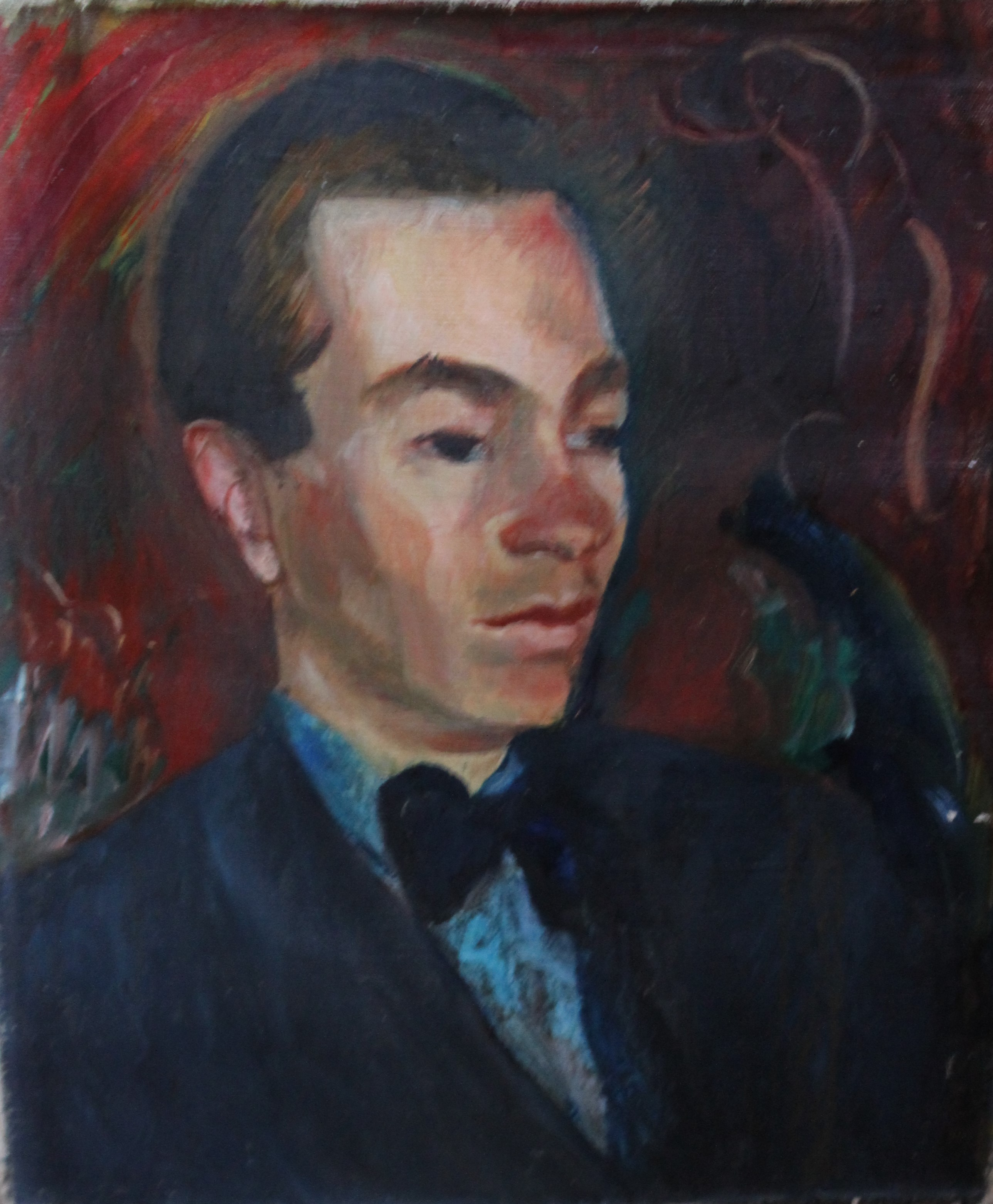
Henri Goetz
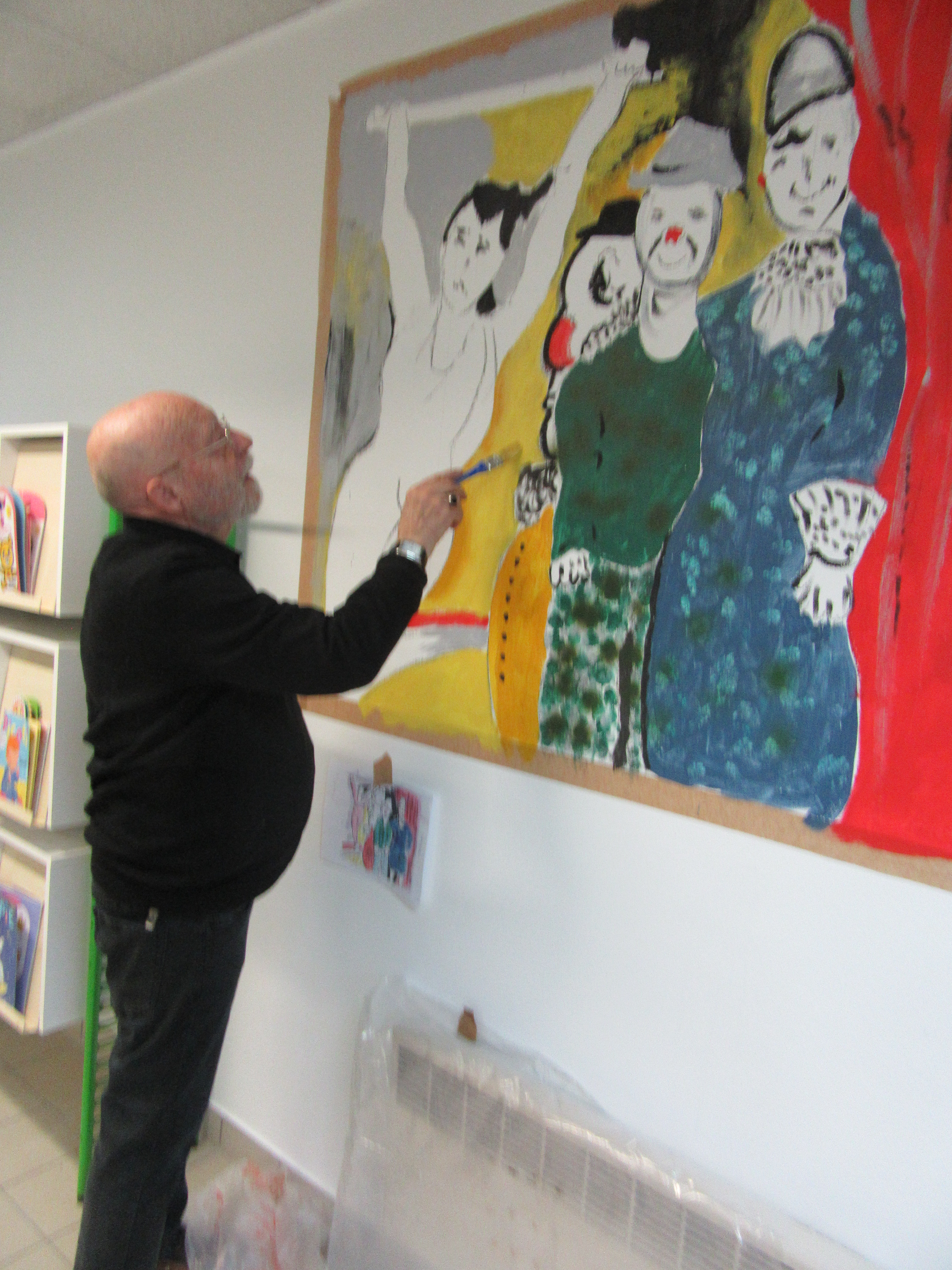
Claude Raimbourg

## Contributions bibliophiliques
- Andrée Chedid (préface), Marcel Proust, Rainer Maria Rilke, Andrée Beauvais, Charles Baudelaire, Pierre Vella, Dany Dang, Isabelle Normand, Léo Jean, Simone Landry, Victor Hugo, Claude Raimbourg, Blanche Rowe et Emmeline Wallet, Ecrimage, deuxième ouvrage collectif du Groupe Corot, frontispice de Valentin Le Campion, illustrations hors-texte de Dominique Aliadière, Fabienne Bara, Andrée Beauvais, Françoise Bizette, Claude Bureau, Dany Dang, Sylvie Heyart, Janine Jacob, Hélène Laffly, Anne-Marie Leclaire, René Marchal, Claude Raimbourg, Jacqueline Rowe et André Wallet, 220 exemplaires dont 169 numérotés, Les Nouvelles, Librairie José Corti, Ville-d'Avray, 1993.
- Concerto pour marées et silence, revue de poésie, septembre 2009, illustrations d'Hélène Laffly et Chris Mestas.

## Expositions

### Expositions personnelles
- Cité internationale des arts, Paris, octobre-novembre 1992[12].
- Hélène Laffly, gravures : un hommage, Galerie L'Œil du huit, Paris, octobre 2015.

### Expositions collectives
- Salon d'automne, Paris, sociétaire en 1981[13].
- Triennale internationale de la gravure, Charleville-Mézières, 1982[14].
- Graveurs au féminin - Hélène de Beauvoir, Marie-Claude Bousquet-Melou, Chantal Giraud, Hélène Laffly, Le Colombier - Maison pour tous, Ville-d'Avray, janvier-février 1992[12].
- Le mois du petit format - Hélène Laffly, Anne-Marie Leclaire, Claude Raimbourg et Jacqueline Souvré, Galerie Alias, Paris, février 1992[15].
- De Bonnard à Baselitz - Dix ans d'enrichissements du cabinet des estampes, 1978-1988, Bibliothèque nationale de France, 1992[9].
- Biennale de la Société nationale des beaux-arts, Galerie du Grand Palais, Paris, février 1993[16].
- Collages lyriques - Hélène Laffly, Claude Raimbourg, Pierre Vella, Galerie Alias, Paris, octobre 1993[17].
- Agnès Gauthier-Chartrette, Sylvie Heyart, Hélène Laffly, Annie Polak, Marie Rouilly-Le Chevalier, Galerie Hollar, Prague, avril-mai 1994.
- Henri Goetz et ses élèves dans le monde, Université de Boston, 2003[11].
- New York/Paris DIALOGUE Paris New York, Center for Book Arts (en), New York, octobre-décembre 2005[18].
- Salon de l'estampe contemporaine, espace Renoir, Rueil-Malmaison, mars-avril 2008[19], mars-avril 2011[20].
- La gravure dans tous ses états, L'Apostrophe - Théâtre des Arts, Cergy, février-juin 2009[21].

## Réception critique
- « Les œuvres d'Hélène Laffly, un maître du carborundum, se reconnaissent au premier regard : graphismes riches, découpages de plaques, maîtrise des couleurs et tirages qui laissent pantois. Son style s'épure en vibrations plus subtiles sur ses thèmes de prédilection : l'espace, le temps, l'air et l'eau. » - Jacqueline Souvré[22]
- « La fascination qu'exerce le travail d'Hélène Laffly n'est plus à dire car chacun s'accorde à trouver là une œuvre accomplie ou, ce qui est mieux, en train de s'accomplir. Il paraît tout à fait normal, si l'on veut parler de ces estampes-là, de se rappeler la phrase fondamentale de George Sand : "La mission de l'art est une mission de sentiment" que l'on prendra dans sa double connotation vieillie : : sensibilité et sensation. Il nous faudra parler de son monde mais, avant tout, arrêtons-nous sur cette sensibilité aux choses de la vie, cosmique, organique et minérale que l'on trouve transcendée par une écriture tout à fait originale qui lui est propre, basée sur un savoir-faire parfaitement intégré qui permet toutes les libertés. Hélène possède un style et sait, par d'infimes détails fruits de regard multiples, sans cesse se renouveler… Hélène ne renie pas le noir et le blanc, mais chacun sait son goût pour le bleu, les bleus et les grisés tour à tour froids et chauds, demies-teintes oniriques, liants, passage entre la réalité et le rêve. Parfois se découvre une plage terre de sienne rehaussée d'un infime pinceau. Elle rejoint là, dans ses choix, ce que disait Pablo Picasso : "En réalité, on travaille avec peu de couleurs. Ce qui donne l'illusion de leur nombre, c'est d'avoir été mises à leur juste place"… En un quart de siècle, elle a construit une œuvre qui devient un œuvre gravé dont on ne se lasse pas, sans cesse repris et aussi renouvelé. Il y a, dans ce patient et courageux travail, quelque chose qui nous relie à l'intemporel et j'aime lui proposer ce vers des années quarante de Claude Roy : "Elle est venue la nuit de plus loin que la nuit". » - Claude Raimbourg[23]

## Collections publiques

### France
- Musée de Brou, Bourg-en-Bresse[14].
- Musée Unterlinden, Colmar[14].
- Musée départemental d'art ancien et contemporain, Épinal[14].
- Musée des Beaux-Arts de Lyon[14].
- Artothèque de l'espace Jacques-Prévert, Mers-les-Bains, dix gravures et empreintes :
  - Au seuil du souvenir, 25,5x20,5cm.
  - L'autre d'une planète, 25,5x26,5cm.
  - Noir, 24x21cm.
  - Manuscrit, deux planches.
  - Prémisse d'orage, 1999.
  - Le cristal de lune, 23x19,5cm.
  - Fragment d'une pierre, 28x40cm.
  - Étude II.
  - Empreinte du passé.
- Musée des Beaux-Arts de Mulhouse[14].
- Département des estampes et de la photographie de la Bibliothèque nationale de France :
  - La pierre levée, eau-forte et carborundum[9].
- Musée Sainte-Croix, Poitiers[14].

### Luxembourg
- Collection de la ville de Diekirch[14].

### Portugal
- Musée d'Ovar[14].

### Suisse
- Fondation Félix-Vallotton, Lausanne[14].

## Distinctions
- Prix Félix-Bracquemond, 1993[14].
- Prix Jacques-Villon, 1999[14].
- Prix Regnier-Lhotellier, 2002[14].
- Médaille de bronze du Salon des artistes français, 2003[14].
- Médaille d'argent du Salon des artistes français, 2005[14].
- Prix de gravure du Salon des artistes français, Grand Palais, Paris, 2014.